# Future Aerospace Network
Future Aerospace Network ist ein Netzwerk der Luft- und Raumfahrtindustrie in der Region Stuttgart und vereint regionale Akteure aus Wirtschaft, Wissenschaft und Politik.

## Zweck des Netzwerks
Das Netzwerk fokussiert sich auf sechs Themengebiete:
- Plenum zur Vernetzung der Akteure inner-/außerhalb der Luftfahrt und Raumfahrt
- Innovation zur Förderung und Nutzung von Innovationspotentialen
- Recruiting zur Unterstützung bei dem Thema Fachkräftemangel
- Marketing zur Positionierung der Branche
- Fundraising zur Fördermittelberatung
- Internationalisierung zur Unterstützung von KMUs bei der Erschließung ausländischer Märkte

Die Zielsetzung des Projekts besteht in der Positionierung der Region Stuttgart und des Landes Baden-Württemberg als Luft- und Raumfahrtstandort sowie in der Steigerung der Wettbewerbsfähigkeit der Luft- und Raumfahrtbranche. Durch ein Clustermanagement sollen die Akteure untereinander und mit anderen Branchen vernetzt werden. Ziel ist, durch den Ideen- und Informationsaustausch Marktpotenziale und damit verbundene neue Produkte und Geschäftsmodelle zu identifizieren.
Eine Aus- und Weiterbildung, die Durchführung branchenübergreifender Anwenderworkshops und die Vermittlung von Innovationspartnerschaften sowie die Bereitstellung einer Datenbank (LuRa-Wiki) soll insbesondere KMU in die Lage versetzen, auf die Anforderungen der großen Systemanbieter zu reagieren. Der Fachkräftebedarf wird adressiert, indem Kinder und Jugendliche mithilfe des DLR School Lab sowie durch gezielte Informationsveranstaltungen an Hochschulen für das Thema Luft- und Raumfahrt und verwandte Fachgebiete sensibilisiert und interessiert werden.

## Gründung und Finanzierung
Initiiert wurde das Vorhaben von:
- Forum Luft- und Raumfahrt Baden-Württemberg e.V. (LR BW)
- Fakultät Luft- und Raumfahrttechnik und Geodäsie (LRT) der Universität Stuttgart
- Landeshauptstadt Stuttgart
- Wirtschaftsförderung Region Stuttgart GmbH (WRS)
- Technologie-Transfer-Zentrum Lampoldshausen (TTZ) mit der Gemeinde Hardthausen und Deutsches Zentrum für Luft- und Raumfahrt (DLR)
- Zweckverband Flugfeld Böblingen/Sindelfingen

Das Netzwerk wird vom Wirtschaftsministerium Baden-Württemberg und Mitteln aus dem Europäischen Fonds für Regionale Wettbewerbsfähigkeit und Beschäftigung (EFRE) gefördert.

## Auszeichnungen
Das Future Aerospace Network war 2008 Preisträger beim regionalen Clusterwettbewerb des Landes Baden-Württemberg und wurde von Wirtschaftsminister Ernst Pfister prämiert.